# Himantoglossum caprinum
Himantoglossum caprinum es una especie de orquídea con hábitos terrestres nativa del este de Europa hasta Israel.

## Descripción
Es una orquídea de tamaño mediano a grande que prefiere el clima fresco al frío. Tiene hábitos terrestres, con 4-5, hojas ovadas a ampliamente lanceoladas, agudas, de color verde grisáceo que comienzan a crecer en el otoño y, a menudo, se secan en el período de floración. Esta especie florece en una inflorescencia terminal erecta, de 20 a 45 cm de largo, cilíndrica con 10 a 30 flores, la inflorescencia tiene forma de racimo, con brácteas lanceoladas y se produce en junio. Las flores tienen mal olor que algunos la comparan con el olor de las cabras.

## Distribución
Se encuentra en la República Checa, el sur de Ucrania, Rusia occidental, Grecia, al este de las islas del mar Egeo, Yugoslavia, Turquía, Siria, Líbano e Israel en el suelo calcáreo en lugares secos de herbazales, en claros de bosques de roble y entre arbustos en alturas de hasta 400 metros. 

## Sinonimia
- Orchis caprina M.Bieb. (basónimo)
- Aceras caprinum (M.Bieb.) Lindl.
- Loroglossum caprinum (M.Bieb.) Beck
- Himantoglossum hircinum ssp. caprinum (M.Bieb.) H.Sund.
- Himantoglossum caprinum ssp. rumelicum H.Baumann & R.Lorenz
- Himantoglossum caprinum ssp. robustissimum Kreutz[3][2]